# Nova Russas (ort)
Nova Russas är en ort i Brasilien.   Den ligger i kommunen Nova Russas och delstaten Ceará, i den östra delen av landet, 1 500 km nordost om huvudstaden Brasília. Nova Russas ligger 239 meter över havet och antalet invånare är 21 986.
Terrängen runt Nova Russas är platt. Det finns inga andra samhällen i närheten.
Omgivningarna runt Nova Russas är huvudsakligen savann. Runt Nova Russas är det ganska tätbefolkat, med 75 invånare per kvadratkilometer.